# Hans Dittmar
Hans Erik Dittmar (Helsinki, 14 novembre 1902 – Helsinki, 20 giugno 1967) è stato un velista finlandese.

## Palmarès

### Olimpiadi
- 1 medaglia:
  - 1 bronzo (Parigi 1924 nel French National Monotype)